# Parul Sharma
Parul Sharma, född 2 september 1975, är en svensk människorättsjurist och hållbarhetsexpert.  

## Biografi
Sharma har en juristexamen från Stockholms universitet och en Master of Law från London och har varit rådgivare i både EU-kommissionen och på Amnesty, och har jobbat på Sandvik och Stora Enso. I dessa roller har hon arbetat med frågor om mänskliga rättigheter, anti-korruption, leverantörsledet, arbetsrätten och CSR-perspektivet. Mellan 2015 och 2018 arbetade hon för advokatfirman Vinge med att bygga upp fungerande anti-korruptionsprogram, och därefter som konsult inom hållbarhetsarbete bland annat inom nätverket CSR Sweden.

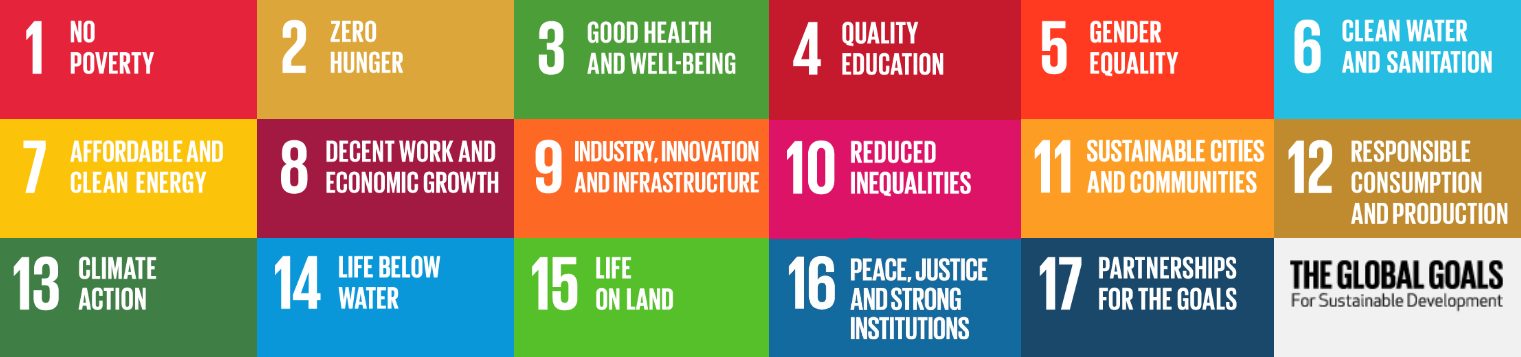
Målen i Agenda 2030.

Sharma utsågs 2016 av regeringen till ordförande för regeringens Agenda 2030-delegation som ska verka för implementering av FN:s utvecklingsmål i Sverige. Hon lämnade detta uppdrag vid årsskiftet 2017/2018 då hon motsatte sig en utvidgning av delegationen med representanter för näringslivet. I mars 2018 utvecklade Sharma kritiken ytterligare, med att "SIDA och UD har blivit annonsplatser för företag", där regeringen tror på "det goda företagandet" och underskattar komplexiteten i frågor om mänskliga rättigheter, antikorruption, arbetares rättigheter samt miljö och klimat, där hållbarhetsfrågan används som ett redskap i svenskt handelsfrämjande.
I april 2018 efterträddes Sharma i Agenda 2030-delegationen av Ingrid Petersson.
I augusti 2019 tillträdde hon tjänsten som chef för Greenpeace i Sverige, där hon efterträdde Frode Pleym. Hon lämnade tjänsten efter sju månader för att börja arbeta på People's Vigilance Committee on Human Rights, en organisation som arbetar med barnrätt, kvinnorätt och miljöfrågor, med fokus på klimaträttvisa. Sedan oktober 2020 är Sharma ordförande för Amnesty Sverige.
Sharma har skrivit flera böcker, bland annat "Mänskliga rättigheter i Indien" (2015) och talar de indiska språken urdu, hindi och punjabi.

### Övrigt
Den 3 augusti 2016 var hon värd för Sommar i P1. Den 7 februari 2019 ledde hon morgonandakt i Sveriges Radio med temat "Medmänsklighet" utgående från sin hinduiska tro.
Parul Sharma valdes i februari 2023 till ny ambassadör för A Non Smoking Generation. 

## Utmärkelser
- 2017 – Veckans Affärer: Näringslivets mäktigaste kvinna, kategori samhällsförändrare[20]
- 2018 – Magasinet Omvärlden: Biståndsdebattens mäktigaste 2018[8]